# Ruige veldbies
De ruige veldbies (Luzula pilosa) is een meerjarige, groen overwinterende plant, die behoort tot de russenfamilie (Juncaceae). De ruige veldbies groeit in kleine pollen, die open zoden kunnen vormen, De plant vormt zelden uitlopers, die dan kort blijven. De ruige veldbies vormt samen met andere vroege bloeiers zoals het donkersporig bosviooltje, bosanemoon, gewoon speenkruid of witte klaverzuring een voorjaarsaanblik in lichte, voedselarme bossen met een matig zure bodem. De soort komt van nature voor in Europa en Azië tot aan West-Siberië tot 2000 meter hoogte en staat op de Nederlandse Rode lijst van planten als vrij zeldzaam en stabiel of iets toegenomen in Nederland. Het aantal chromosomen is 2n=66

## Beschrijving
De ruige veldbies heeft dunne, rechtopgaande stengels en lange, witte, dicht gewimperde, 4-12 mm brede bladeren, die tot 20 cm lang kunnen worden met donkerrode bladscheden. De plant wordt 15-30 cm hoog.

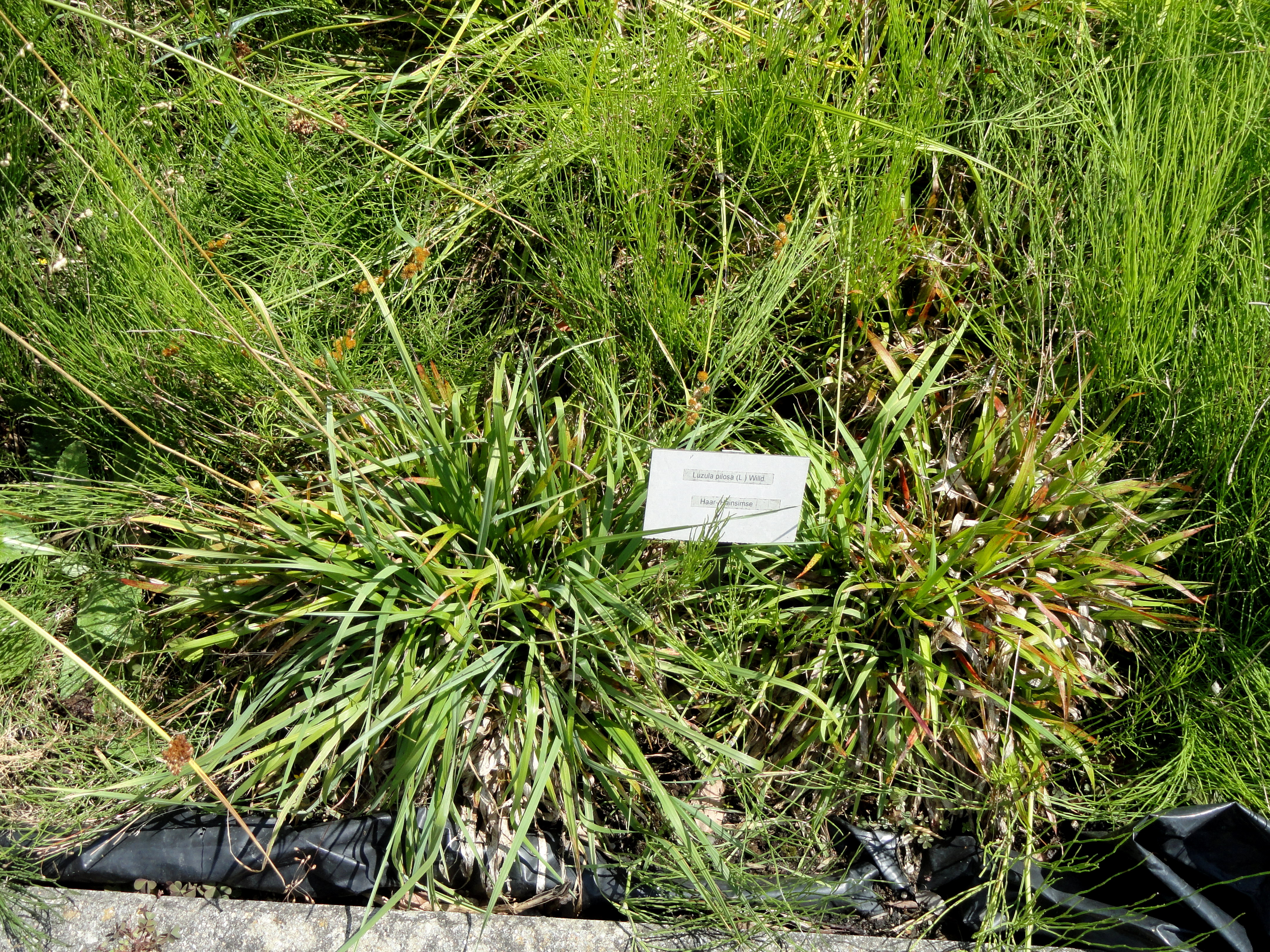
Habitus

De plant bloeit in april en mei met een slanke pluim en met op den duur vaak teruggeslaagde takken. Aan de takken zitten alleenstaande bloemen. Aan de voet van de bloeiwijze staan één of twee korte schutbladen. De schutbladen zijn veel korter dan de bloeiwijze. De zes, kastanjebruine, ongeveer 3 mm lange, spitslancetvormige bloemdekbladen hebben een brede, bleke, vliezige rand. De bloem heeft zes meeldraden. De helmhokjes zijn 0,9-1,4 mm lang en langer dan de heldraden. De stijl heeft een lengte van 0,6-1,8 mm. Het bovenstandige vruchtbeginsel heeft een stijl met drie, witte, draadvormige, 1,1-3,9 mm lange stempels. De plant is een windbestuiver.
De vrucht is een driehokkige, eivormige, onderaan zeer brede, geelgroene doosvrucht, die langer is dan de bloemdekbladen. De doosvrucht is 1,1-1,6 mm lang en 1,0-1,2 mm breed. De glanzend lichtroodbruine, 1-1,5 mm lange zaden hebben aan de top een 0,6-1,2 mm lang gekromd aanhangsel (mierenbroodje).